# カミラ・マーチン
カミラ・マーチン（Camilla Martin、1974年3月23日 - ）はデンマークの女子バドミントン選手。オーフス出身。2005年5月25日に経済学者のラーズ・ニガード（Lars Nygaard）と結婚して、名前がCamilla Martin Nygaardに変わっている。

## 経歴
主にシングルスでプレーし、デンマークの国内選手権で1991年から2003年まで13年連続で優勝。1996年、1998年、2000年の3回、ヨーロッパ選手権で優勝。1999年、コペンハーゲンで行われた世界バドミントン選手権大会で準々決勝から中国勢の張寧、龔睿那、戴韞を3連破して、金メダルを獲得。2002年には全英オープンで優勝。
メジャータイトルのうち、オリンピックの金メダルは獲得できなかった。2000年シドニーオリンピックでは決勝で中国の龔智超に敗れて銀メダル。
2004年アテネオリンピックでは初戦で日本の米倉加奈子に勝利したが、2回戦でイギリスのトレーシー・ハラムに敗れた。同年のデンマークオープン出場を最後に現役を引退。
ヨーロッパ団体選手権（en）の1996年、1998年、2000年、2002年および2004年の優勝メンバー。